# Druga kanalizacja Odry we Wrocławiu

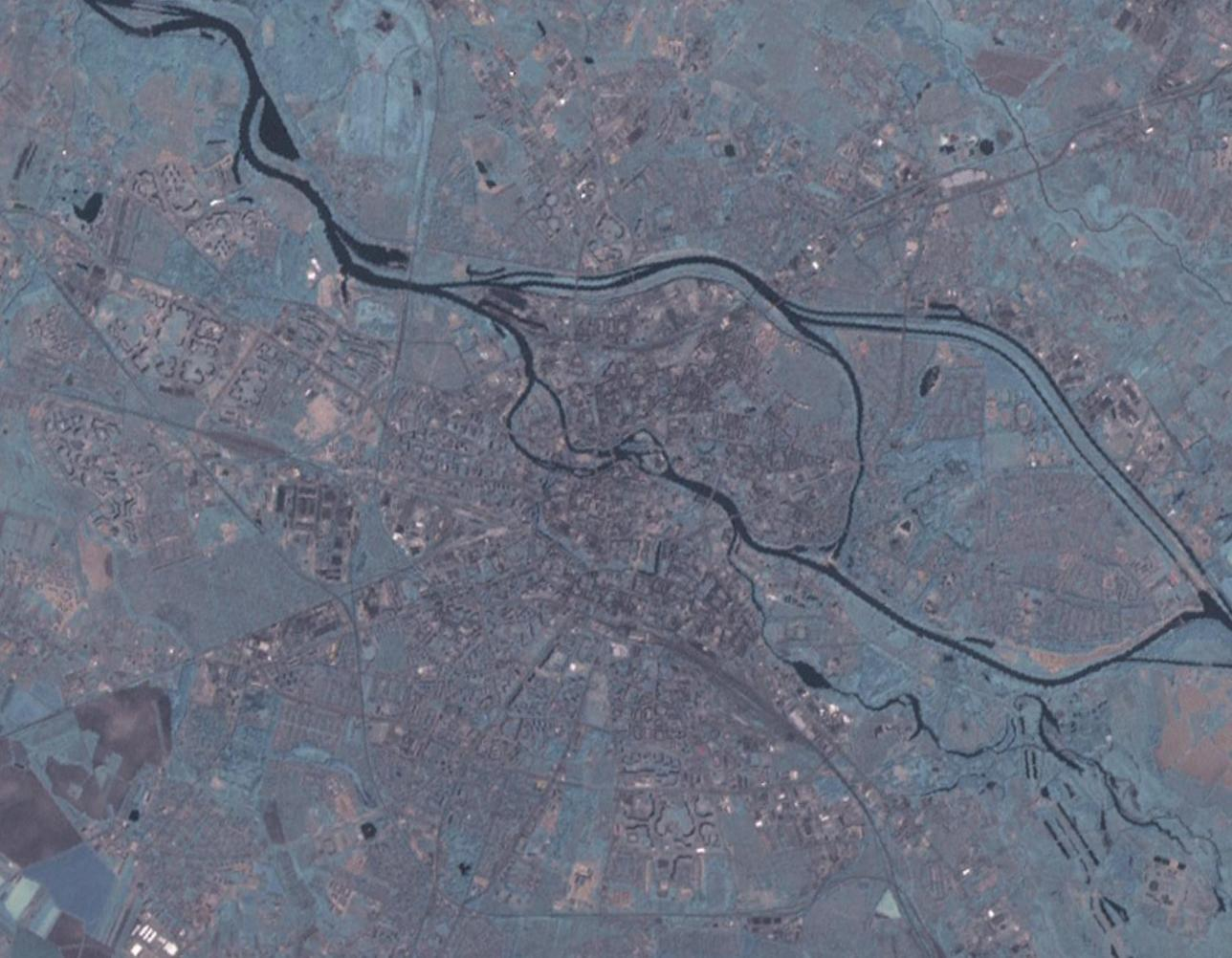
Wrocławski Węzeł Wodny

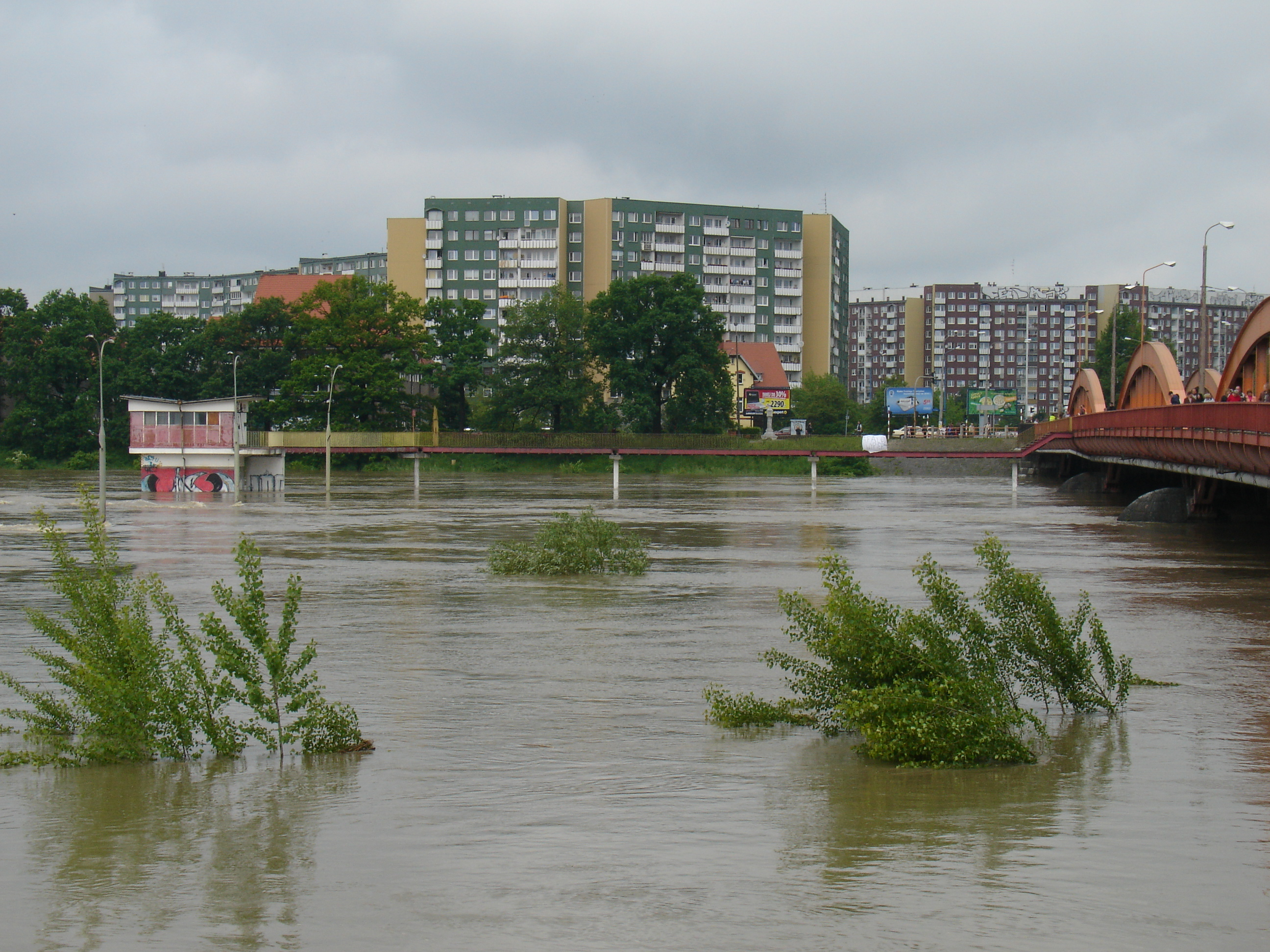
Jaz Różanka podczas powodzi w 2010 r.

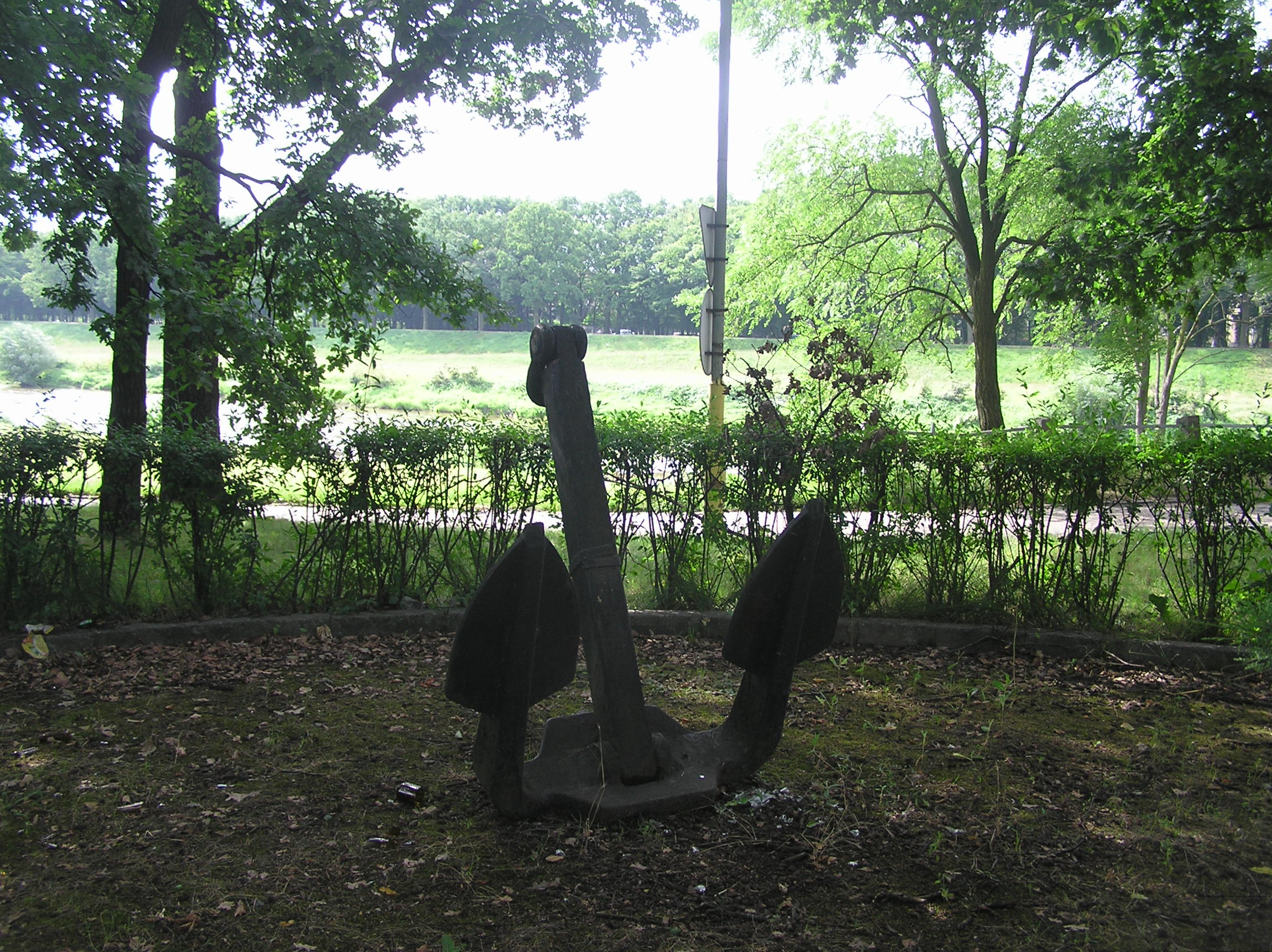
Głaz pamiątkowy Pracowników Drogi Wodnej (fragment kompozycji, zlokalizowanej na grobli między Kanałem Żeglugowym a Powodziowym, przy Stopniu Wodnym Zacisze)

Druga kanalizacja Odry we Wrocławiu – inwestycja z zakresu hydrotechniki przeprowadzona we Wrocławiu na początku XX w. Była to druga inwestycja hydrotechniczna prowadzona na tak szeroką skalę w mieście, realizowana z myślą o kompleksowym rozwiązaniu dwóch zasadniczych problemów – wzrastających potrzeb transportowych w zakresie żeglugi towarowej, oraz ochrony przeciwpowodziowej miasta. Obejmowała budowę w latach 1912–1917 nowych kanałów wodnych, zarówno żeglugowych, jak i przeciwpowodziowych, w tym budowę kanału umożliwiającego przerzut wód z Odry do Widawy, oraz przebudowę już istniejących koryt i kanałów rzeki Odra. W zakresie zaplanowanej i zrealizowanej inwestycji ujęto kolejny etap kanalizacji Odry w mieście przeprowadzony w latach 1913–1917, w ramach którego wybudowano nowe stopnie wodne, dzięki którym skanalizowany odcinek rzeki został wydłużony o kolejne stanowiska, do nowo wybudowanego Stopnia Wodnego Rędzin. Inwestycja przeprowadzona na tak szeroką skalę wykreowała powstanie nowego węzła wodnego (Bartoszowicko-Opatowicki Węzeł Wodny) w ramach Wrocławskiego Węzła Wodnego, oraz nowej, głównej drogi wodnej omijającej od północy śródmieście, a także nowego systemu przeciwpowodziowego umożliwiającego również z ominięciem miasta przeprowadzenie części wód powodziowych.

## Historia
Wrocław w swej historii był i jest także obecnie położony na przecięciu wielu szlaków komunikacyjnych. Jednym z nich jest śródlądowa droga wodna, współcześnie nazywana Odrzańską Drogą Wodną. W ramach tej drogi wodnej szlak żeglugowy w XIX w. prowadził przez Śródmiejski Węzeł Wodny. Potrzeba budowy nowej drogi wodnej prowadzącej przez Wrocław szczególnie mocno ujawniła się pod koniec XIX w., kiedy to znacznie wzrósł przewóz ładunków towarowych wykonywany także przy pomocy transportu wodnego. Przeprowadzono wówczas wielką inwestycję, tzw. pierwszą kanalizację Odry we Wrocławiu, budując nową drogę wodną prowadzącą wokół śródmieścia, która stała się główną drogą dla towarowego transportu wodnego. Ograniczony jednak zakres inwestycji sprawił, że stosunkowo szybko nowa droga wodna przestała spełniać swoją rolę, gdyż nie była w stanie zapewnić odpowiedniej przepustowości. Już na początku XX wieku parametry szlaku żeglugowego, w tym między innymi wymiary śluz komorowych, głębokość tranzytowa, światła mostów i inne, okazały się niewystarczające wobec rozwoju zarówno taboru pływającego jak i rosnących potrzeb w zakresie tego rodzaju transportu masowego.
Innym istotnym zagadnieniem była ochrona przeciwpowodziowa miasta. Wrocław położony jest nad Odrą, a w jego współczesnych granicach rzeka ta przyjmuje szereg mniejszych dopływów, razem tworzących Wrocławski Węzeł Wodny. W historii jego kształtowania podjęto szereg inwestycji z zakresu ochrony przeciwpowodziowej miasta, realizowanych często także w połączeniu z innymi celami. W roku 1903 wystąpiła jedna z największych powodzi jaka nawiedziła miasto. Dotychczasowy system zabezpieczenia przeciwpowodziowego miasta okazał się całkowicie nieskuteczny i nie dawał szans na poprawę sytuacji bez podjęcia odpowiednich kroków. Z tego względu w nowej inwestycji podjęto nie tylko zagadnienie budowy nowoczesnej drogi wodnej ale i budowę nowego skutecznego systemu zabezpieczenia przeciwpowodziowego miasta.
Z powyższych względów podjęto decyzję o rozpoczęciu nowej inwestycji, polegającej na budowie nowej drogi wodnej dla potrzeb żeglugi i nowego systemu zabezpieczenia przeciwpowodziowego.

## Zakres inwestycji
Jak wynika z powyższego, inwestycja, w zakresie realizacji podstawowych celów, dla realizacji których została podjęta, obejmowała:
budowę nowej drogi wodnejbudowa kanałów żeglugowych i kanalizacja rzeki, ten zakres obejmował budowę tzw. Współczesnego Kanału Żeglugowego (kanały: Żeglugowy, Różanka; Stara Odra; śluzy: Bartoszowice, Zacisze, Różanka)
przedłużenie skanalizowanego odcinka Odryzapewnienie odpowiedniego poziomu piętrzenia w dolnym stanowisku Stopnia Wodnego Różanka (tj. na ostatnim stopniu wodnym Współczesnego Kanału Żeglugowego), dzięki budowie kolejnego stopnia wodnego na rzece, tj. Stopień Wodny Rędzin (Przekop Rędzin, Śluza Rędzin I)
budowę nowego systemu ochrony przeciwpowodziowejumożliwiającego przeprowadzenie części wód powodziowych i przeprowadzania lodu z pominięciem śródmiejskiego ramienia rzeki (kanały: Powodziowy, Odpływowy (Przepływ Widawski); Stara Odra; jazy: Bartoszowice, Zacisze, Różanka, Rędzin, Opatowice)
wymaganą przebudowę istniejącej drogi wodnejumożliwiającą dalszą eksploatację zarówno Drogi Wielkiej Żeglugi jak i szlaku prowadzącego przez Śródmiejski Węzeł Wodny (Kanał Opatowice; Śluza Opatowice).

### Obiekty hydrotechniczne

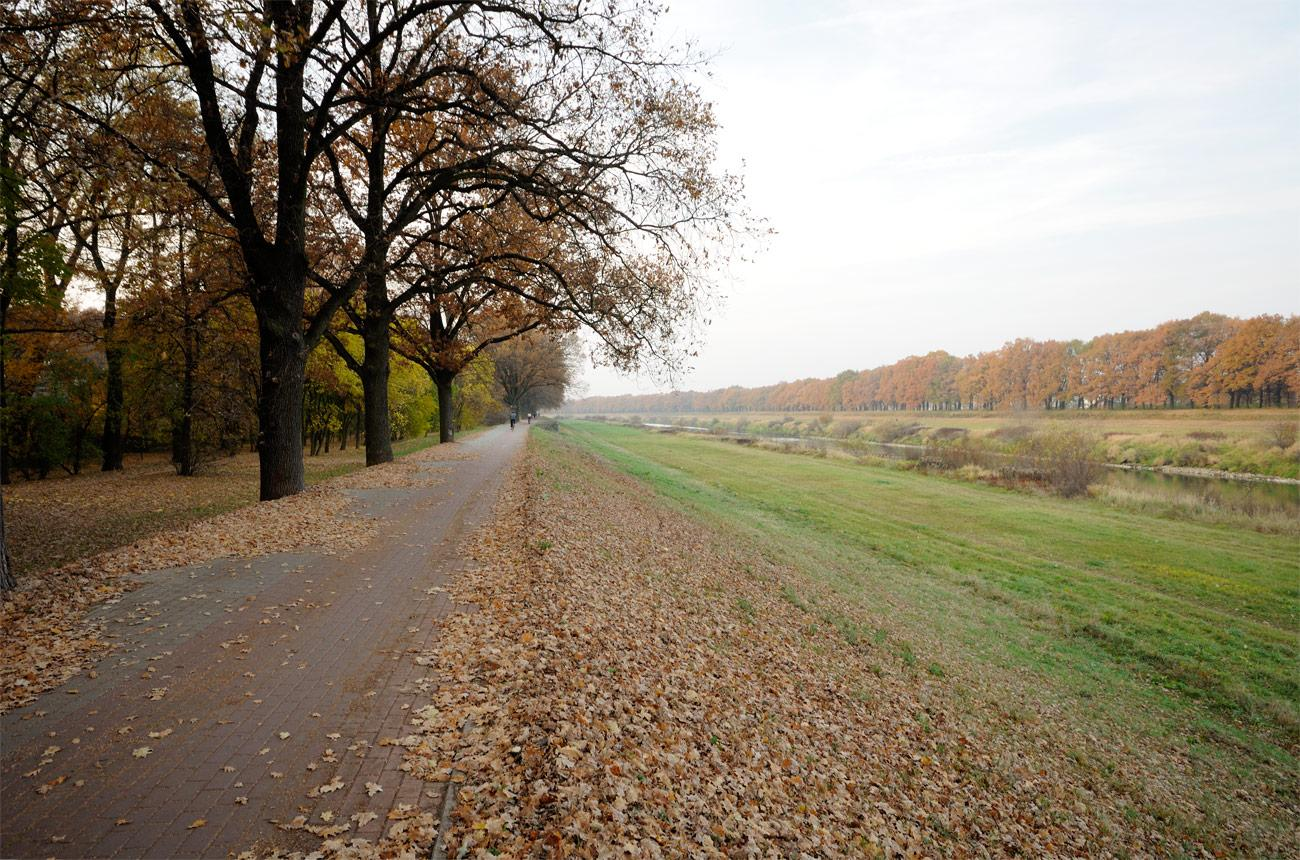
Kanał Powodziowy i ulica Kanałowa

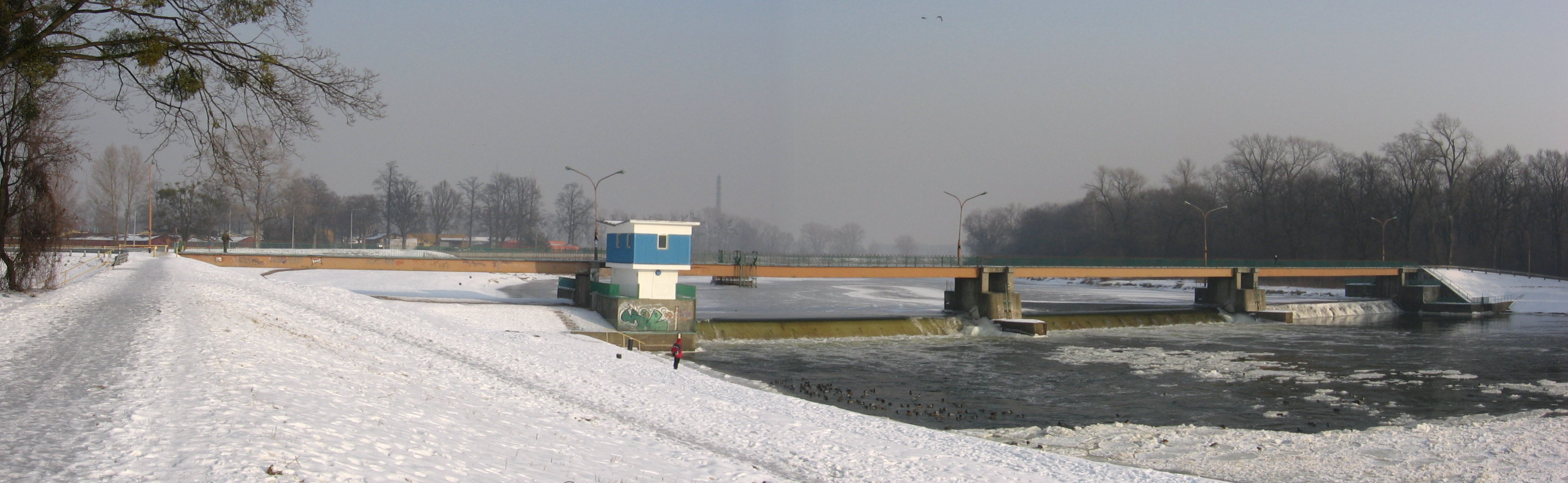
Jaz Opatowice (współczesny)

Realizację powyższego zakresu zadań i celów osiągnięto poprzez budowę odpowiednich obiektów hydrotechnicznych, a także przebudowę częściowo już istniejących obiektów. Zakres ten obejmował:
- budowa nowych kanałów wodnych:
  - Współczesny Kanał Żeglugowy o długości 10,7 km (Kanał Żeglugowy, Kanał Różanka, Stara Odra)[19], Przekop Rędzin; stanowiących podstawę nowej, głównej drogi wodnej, rozpoczęcie budowy od 1912 a zakończenie 1917 r.[4][13]
  - Kanał Opatowicki; na potrzeby budowy śluzy komorowej, niezbędnej w celu zapewnienia możliwości użytkowania dotychczas eksploatowanej drogi wodnej, po wybudowaniu nowego stopnia wodnego Opatowice[5][8][26],
  - Kanał Powodziowy, Kanał Odpływowy; stanowiące element nowego systemy ochrony przeciwpowodziowej miasta[8][9][16][25],
- przebudowa istniejących kanałów i koryt rzecznych:
  - Stara Odra; nowa droga wodna i system ochrony przeciwpowodziowej[16],
  - Odra (przekop); budowa Jazu Opatowice[5][8][16],
  - Odra; budowa Jazu Rędzin[2][16],
  - Piskorna; w związku z budową Kanału Odpływowego, będącego elementem ochrony przeciwpowodziowej[8],
- budowa nowych stopni wodnych (kanalizacja Odry 1913-1917):
  - Stopień Wodny Bartoszowice (Śluza Bartoszowice, Jaz Bartoszowice)[8][21],
  - Stopień Wodny Zacisze (Śluza Zacisze, Jaz Zacisze)[4][22],
  - Stopień Wodny Różanka (Śluza Różanka, Jaz Różanka)[23],
  - Stopień Wodny Rędzin (Śluza Rędzin, Jaz Rędzin)[2][24],
  - Stopień Wodny Opatowice (Śluza Opatowice, Jaz Opatowice)[5][8],
  - Przewał Widawski (śluza wałowa)[8][21][25].

W wyniku przeprowadzonych robót znacznym przekształceniom, a w dużej części likwidacji, uległa Czarna Woda – jedno z ówczesnych ramion Odry, w części biegu którego poprowadzono nowo wybudowane kanały wodne.

### Mosty

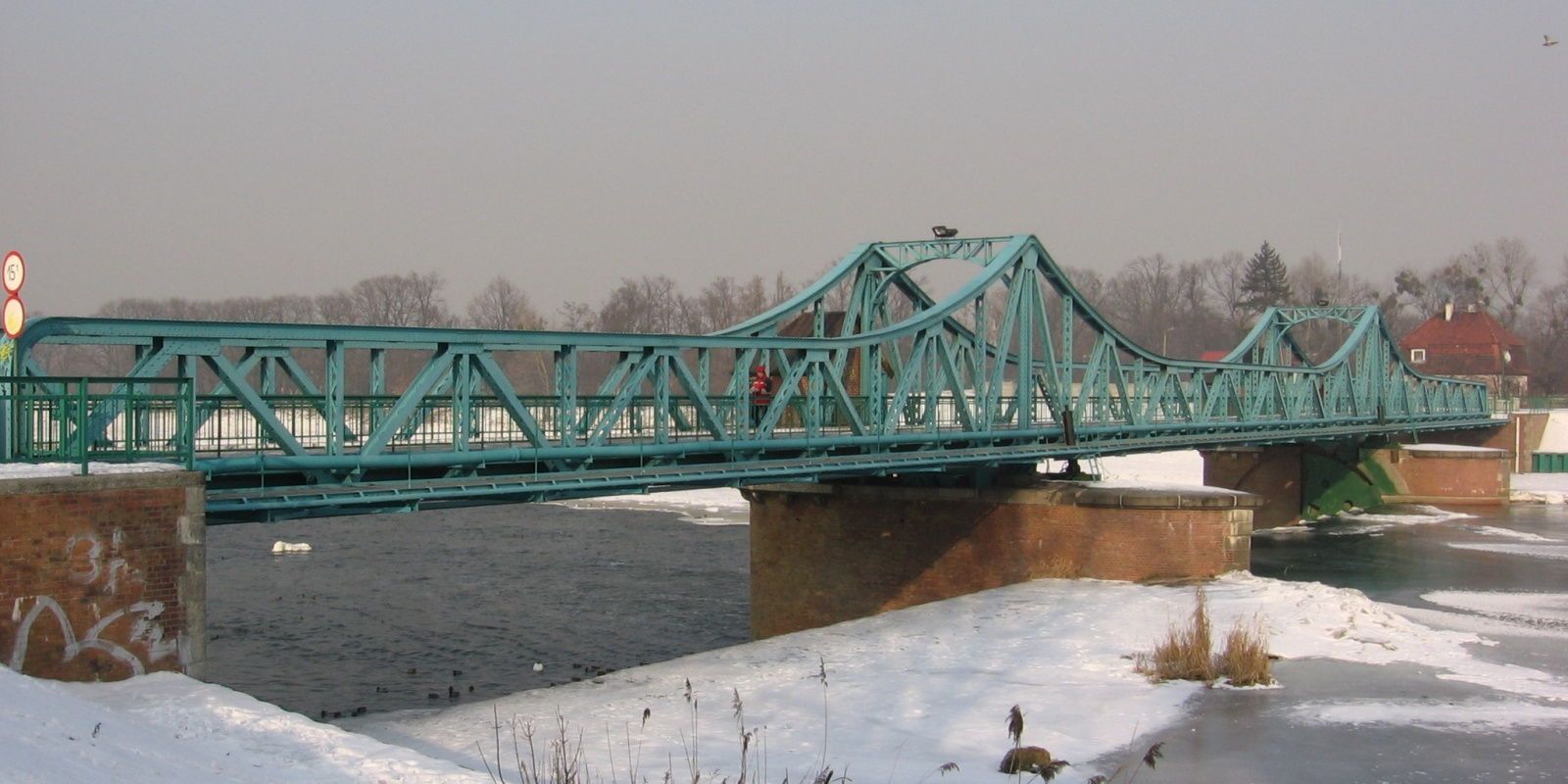
Most Bartoszowicki

Inwestycja objęta także budowę mostów nad nowymi ciekami wodnymi, bądź rozbudowę istniejących już przepraw:
- Most nad Śluzą Opatowice (most „podniesionych masztów”)[30]
- Most Bartoszowicki (l. 1916-1917 Barthelner Brücke)[31],
- Kładka Ryczyńska (Most nad Śluzą Bartoszowice),
- Mosty Bolesława Chrobrego (l. 1916-1917 Güntherbrücke)[28][32] (Swojczyckie[29]),
- Mosty Jagiellońskie – wschodnie (l. 1916-1917 Wilhelmsruher Schleusenbrücke, 1925 Most Nakonza)[28][29][33],
- Mosty Warszawskie – wschodni i środkowy, mosty północne (l. 1914-1916 Hindenburgbrücke)[28][29][34],
- Most Oleśnicki (Warszawski[29]) – kolejowy
- Mosty Trzebnickie – północny (l. 1914-1916 Rosenthaler Brücke)[28][29][35],
- Most nad śluzą Rędzin I (1913-1916 r.)[24],
- mosty nad Kanałem Odpływowym (Most Strachociński[36], drogowy, kolejowy).

### Pozostałe obiekty

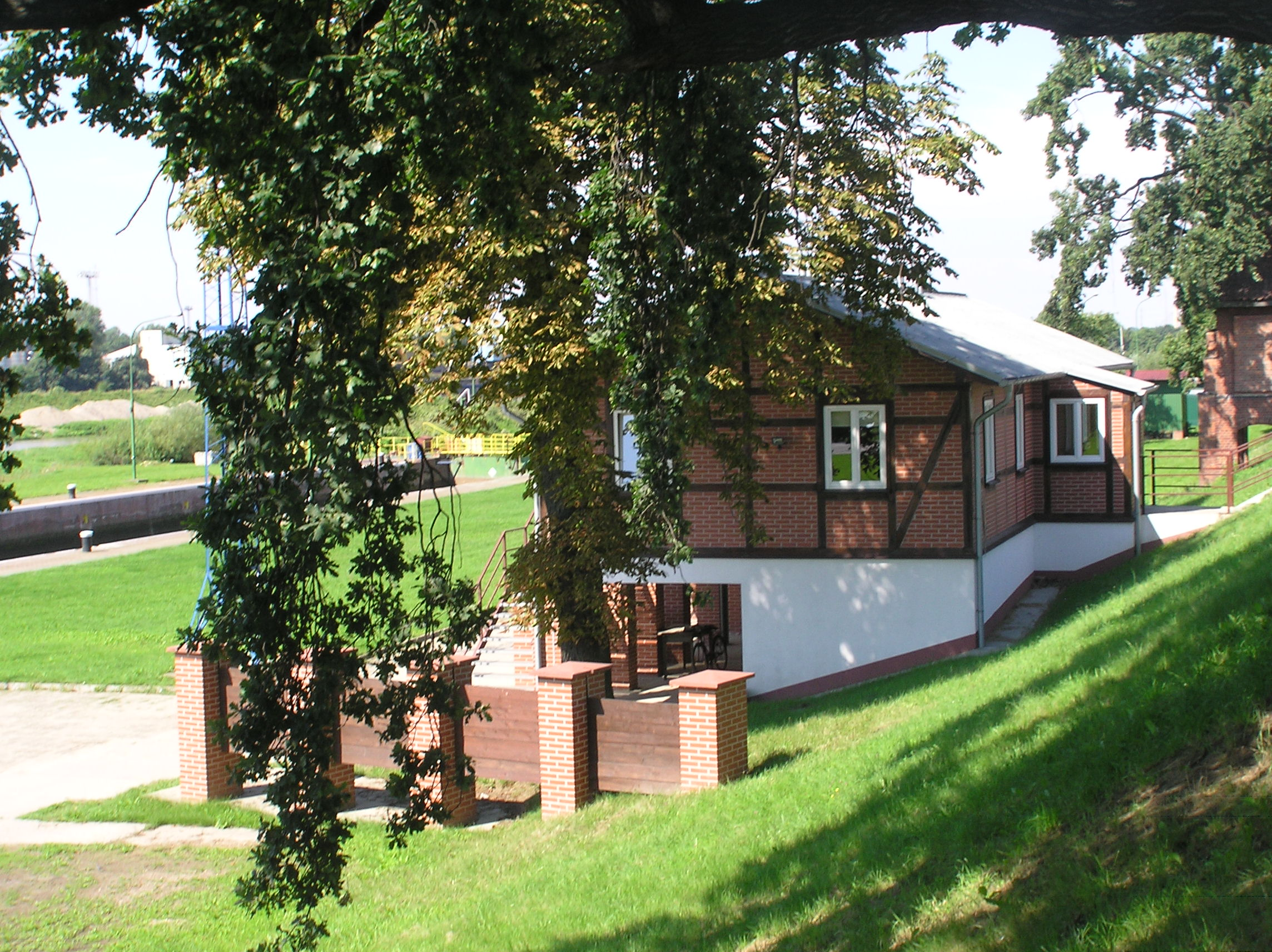
Budynek administracyjno-gospodarczy przy Śluzie Różanka

Ponadto oprócz wyżej opisanej podstawowej infrastruktury hydrotechnicznej powstał cały szereg obiektów towarzyszących, takich jak budynki służące obsłudze stopni wodnych, obwałowania i budowle regulacyjne, urządzenia kierujące wody przy nowo ukształtowanych bifurkacjach oraz ujściach kanałów do koryta Odry. Ponadto powstał system zasilania w wodę Kąpieliska Morskie Oko, poprzez Czarną Wodę oraz pływalni przy Stadionie Olimpijskim z wód Kanału Powodziowego, którego istotnym elementem był Jaz Zacisze. Zapewniał on także odpowiedni poziom wody do uprawniania sportów wodnych w samym Kanale Powodziowym. Usypano także z części urobku pozyskanego podczas kopania kanałów sztuczne wzniesienie – Wzgórze Kilimandżaro.

## Przeobrażenia WWW

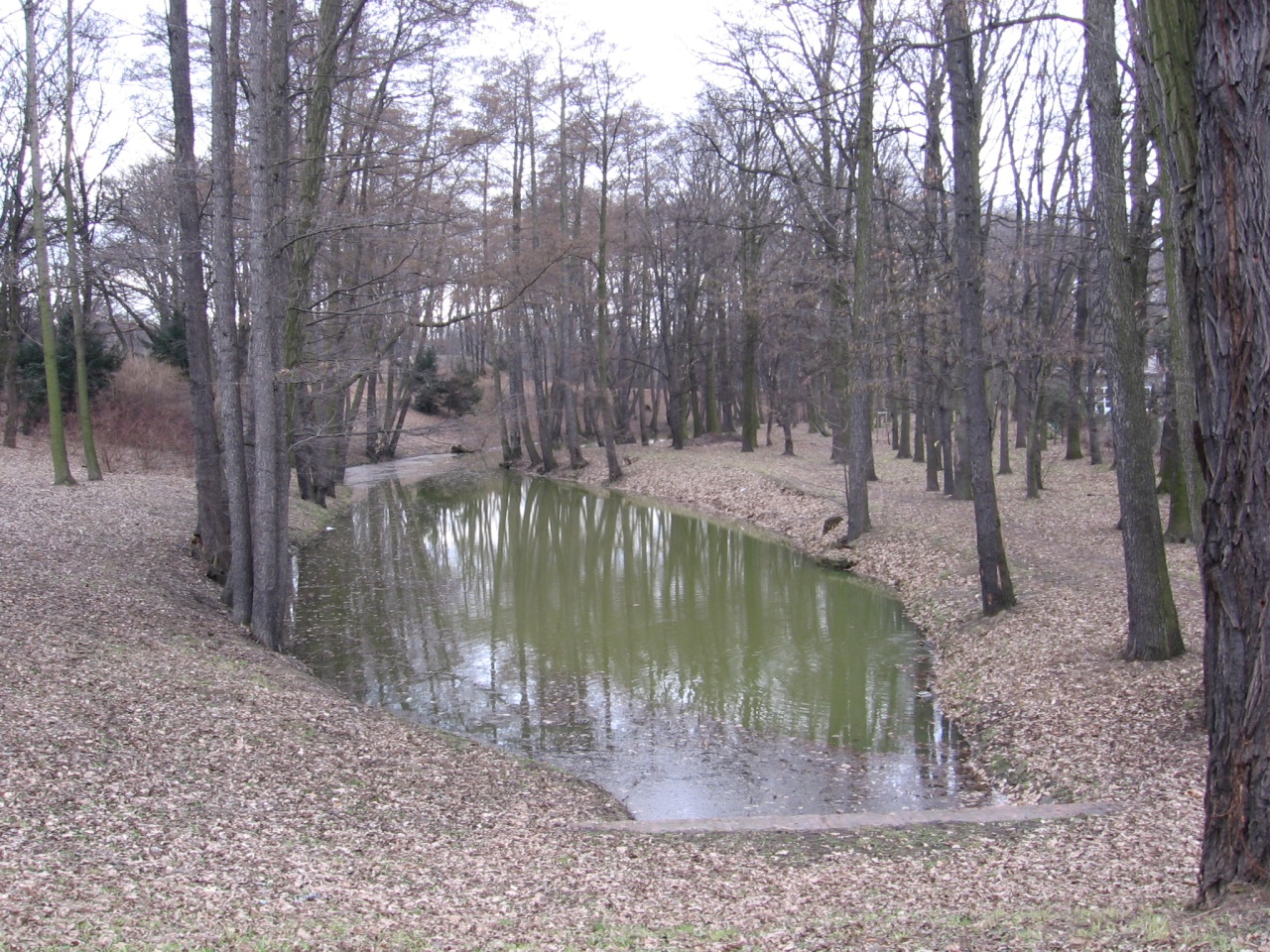
Czarna Woda

Inwestycja zmieniła znacząco kształt Wrocławskiego Węzła Wodnego, a układ koryt rzeki Odra, w wyniku tej i innych inwestycji hydrotechnicznych, obecnie tylko w niewielkim stopniu nawiązuje do ich naturalnego układu. W wyniku tych zmian między innymi wykreowano niżej opisane obiekty i aspekty ich działania.
Budowa nowych kanałów wykreowała powstanie nowej, głównej drogi wodnej, dającej możliwość żeglugi większym jednostkom pływającym o znacznie większej ładowności i nośności. Powstał także nowy Węzeł Wodny Bartoszowicko-Opatowicki, w którym oprócz rozdzielenia się dróg wodnych, następuje także rozdział wód Odry wpływających do miasta jednym korytem. Rozdział wód dokonany być może w tym węźle na trzy kierunki i ma zasadnicze znaczenie w kwestii zapewnienia miastu bezpieczeństwa powodziowego. Dalej zmianie uległa także Stara Odra do której uchodzą wybudowane kanały wodne oraz powstał równoległy do niej Kanał Różanka, ze Śluzą Różanka. Wybudowanie natomiast kolejnego Stopnia Wodnego Rędzin wydłużyło skanalizowany odcinek rzeki Odra o kolejne stanowisko. Sama natomiast nowa droga wodna zapewniała pokonanie wrocławskiego odcinka rzeki krótszym dystansem: długość współczesnej drogi wodnej wynosi 10,7 km, do połączenia ze szlakiem bocznym 10,1 km, natomiast długość szlaku bocznego wynosi 13,1 km .
Jak wyżej zaznaczono budowa kanałów w znacznej części zlikwidowała, a w części przeobraziła jedno z ramion Odry – Czarną Wodę, ówcześnie Schwarzwasser, które dziś pozostaje w szczątkowej formie starorzecza o długości na powierzchni około 1,2 km. Budowa kanałów: Żeglugowego i Powodziowego, spowodowała także odcięcie dużego obszaru otoczonego wodami Odry, nazywanego Wielką Wyspą, oraz długiego pasa terenu – grobli rozdzielającej oba kanały. Budowa Kanału Opatowickiego zaś spowodowała powstanie Wyspy Opatowickiej i odpowiednio budowa przekopu przy osiedlu Rędzin stworzyła Wyspę Rędzińską.

## Znaczenie szlaków wodnych

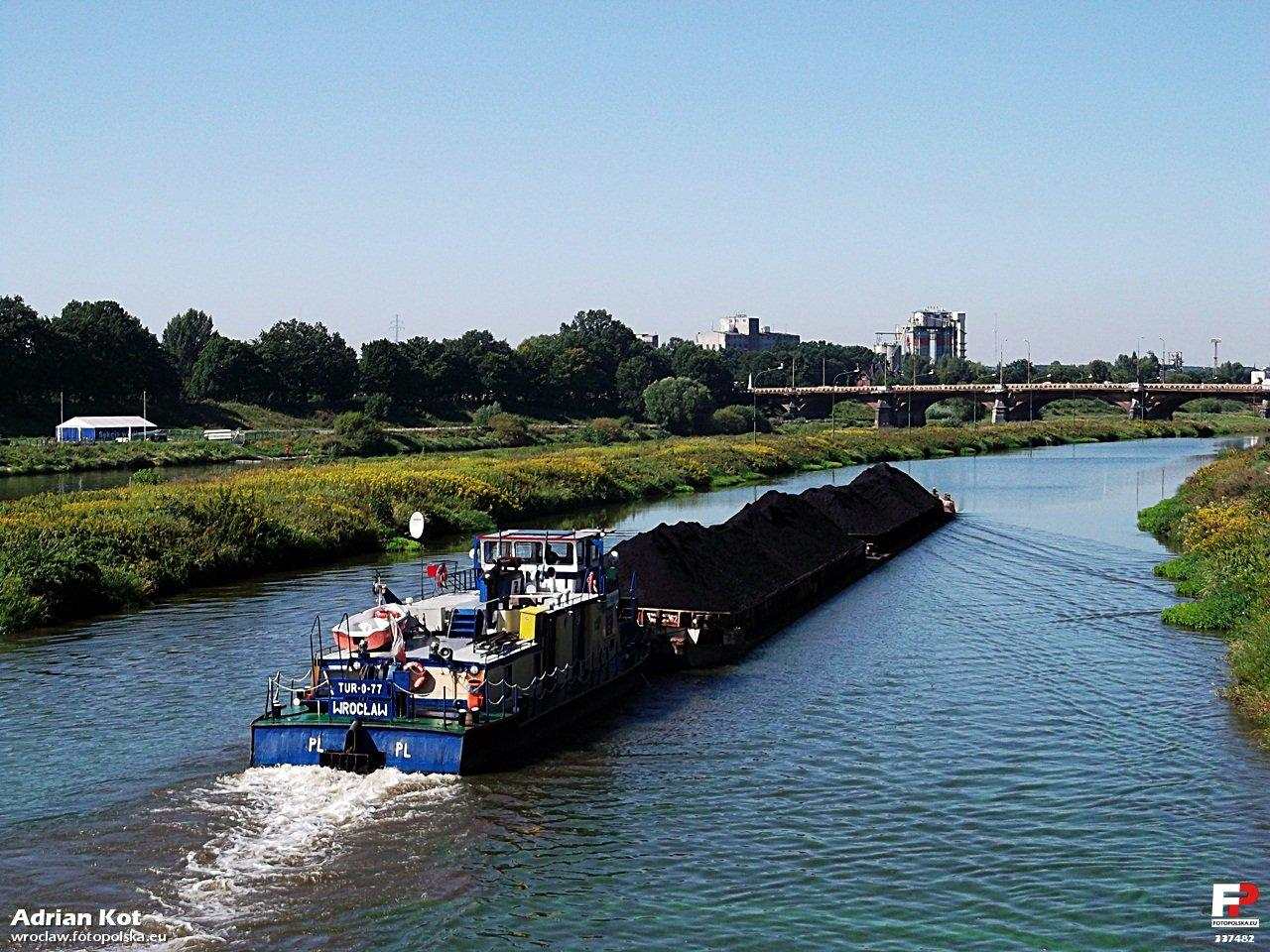
Kanał Różanka, w tle Stara Odra i Most Osobowicki północny

Przed podjęciem pierwszej i drugiej kanalizacji Odry we Wrocławiu, dzięki wykonanemu przekopowi w latach 1530–1555, żegluga przez Wrocław prowadziła szlakiem Śródmiejskiego Węzła Wodnego. Po przeprowadzeniu pierwszej kanalizacji Odry we Wrocławiu szlak ten podupadł, a nowa droga wodna stała się głównym szlakiem żeglugowym, szczególnie w zakresie transportu towarowego. Po przeprowadzeniu natomiast drugiej kanalizacji Odry we Wrocławiu, powstał nowy szlak wodny, od tej chwili stanowiący główną drogę wodną prowadzącą przez miasto, który charakteryzował się znacznie lepszymi parametrami żeglugowymi. Pozostałe szlaki znacznie straciły na znaczeniu. Śródmiejski Węzeł Wodny w praktyce wykorzystywany był jedynie do żeglugi pasażerskiej, a w okresie powojennym przez szereg lat był praktycznie wyłączony z żeglugi. Szlak powstały podczas pierwszej kanalizacji Odry we Wrocławiu również podupadł. Wykorzystywany był jednakże na potrzeby żeglugi pasażerskiej, rekreacyjnej i turystycznej: białej floty i tramwaju wodnego (tramwaje wodne we Wrocławiu), oraz do obsługi położonych przy jego brzegach portów i nabrzeży przeładunkowych. Były one jednak w okresie powojennym sukcesywnie zamykane i to jego zastosowanie praktycznie przestało mieć współcześnie rację bytu, a zachowana droga wodna spełniająca kryteria jedynie dla II klasy dróg wodnych   określana jest jako szlak boczny Odry .
Powstały natomiast podczas drugiej kanalizacji Odry szlak wodny stał się jak wyżej zaznaczono główną drogą wodną. Tędy przepływały towarowe jednostki pływające zarówno w zakresie tranzytu przez miasto, jak i te których miejscem docelowym był Wrocław  . Ponadto nad Kanałem Żeglugowym powstało szereg nabrzeży przeładunkowych, szczególnie przy zlokalizowanych tu fabrykach i przedsiębiorstwach. Wybudowano także stocznię rzeczną – Wrocławska Stocznia Rzeczna. Ponadto wyposażenie Śluzy Bartoszowice w górne wrota przeciwpowodziowe oraz Śluz Zacisze w dolne wrota przeciwpowodziowo dało możliwość wykorzystywania akwenu Kanału Żeglugowego jako miejsca zimowania statków lub schronienia podczas wezbrań. Ten stan rzeczy przetrwał w zakresie szlaku wodnego do dziś. Droga wodna powstała podczas drugiej kanalizacji Odry we Wrocławiu jest częścią Odrzańskiej Drogi Wodnej , będącej częścią europejskiej drogi wodnej E30. Według obecnie obowiązujących w Polsce kryteriów ten odcinek zaliczany jest do III klasy dróg wodnych  .

## Znaczenie elementów ochrony przeciwpowodziowej

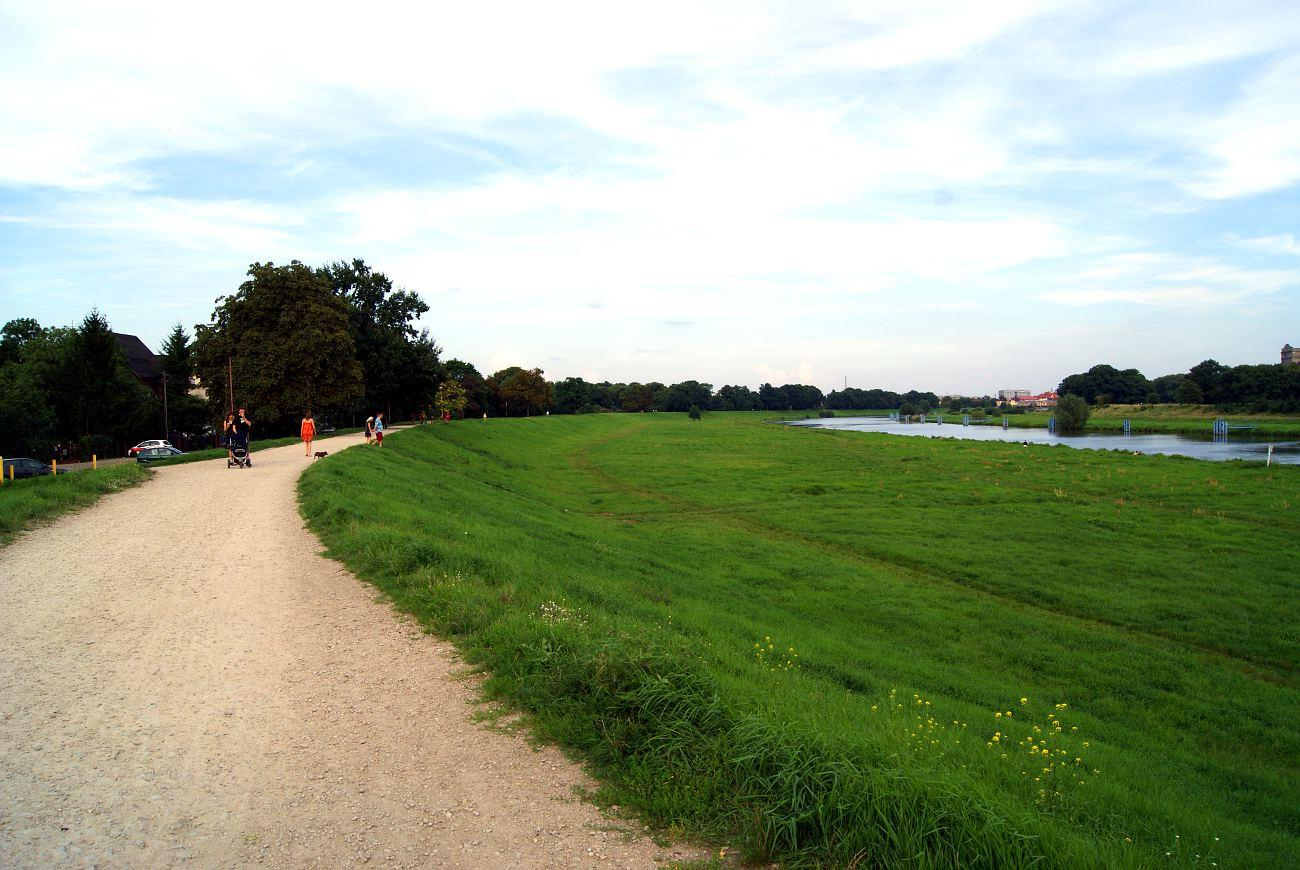
Stara Odra. Odcinek pełniący zarówno funkcję żeglugową jak i przeciwpowodziową

Powstałe i ukształtowane podczas tej inwestycji elementy ochrony przeciwpowodziowej miasta do dziś mają podstawowe znaczenie dla systemu ochrony powodziowej w całym Wrocławskim Węźle Wodnym. Elementy te bowiem dały możliwość przeprowadzenia znacznej części wód wezbraniowych największej z rzek przepływających przez miasto, stwarzającej dla niego największe zagrożenie, w tym w odniesieniu do jego centrum, z pominięciem śródmieścia, którego ewentualne zalanie podczas powodzi skutkuje największymi stratami materialnymi i zagrożeniem dla zdrowia i życia ludzi oraz możliwości funkcjonowania miasta. System objął zarówno element bierny ochrony przeciwpowodziowej, tj. Kanał Odpływowy, rozpoczynający się śluzą wałową, nie dającą możliwości sterowania wielkością przepływu, a jedynie umożliwiającą przepuszczenie określonej ilości wody, jak i element czynny tej ochrony, tj. Kanał Powodziowy. Taki element czynny składa się z kanału powodziowego wyposażonego na wlocie w jaz ruchomy wyposażony w zamknięcia, dający możliwość sterowania wielkością przepływu kierowanego do tego kanału. Oczywiście nowy system powiązany był z dotychczasowym: zapewniał możliwość przejęcie jedynie części przepływu wód Odry, a pozostała część musi nadal być przeprowadzana przez dotychczasowe koryto i ramiona przepływające przez śródmieście: Odrę Główną i Starą Odrę; a podstawowym elementem tak ukształtowanego systemu stał się wykreowany podczas tej inwestycji Bartoszowicko-Opatowicki Węzeł Wodny, w którym dokonywany jest rozdział wód na poszczególne kanały i ramiona Odry.

## Zestawienia

### Cieki wodne
Druga kanalizacja Odry we Wrocławiu objęła budowę bądź przebudowę cieków wodnych, tj. kanałów wodnych i ramion rzeki (jej koryt) Odry położonych zarówno w biegu głównej drogi wodnej, jak i szlaku bocznego, a także budowę kanału łączącego Odrę z rzeką Widawa.
| nazwa                             | roboty     | długość | początek                       | koniec                                                 | budowle piętrzące                    |
| --------------------------------- | ---------- | ------- | ------------------------------ | ------------------------------------------------------ | ------------------------------------ |
| Kanał Żeglugowy Kanał Nawigacyjny | budowa     | 7,4 km  | Odra (244,200 km)              | Stara Odra (7,000 km WKŻ)                              | Śluza Bartoszowice, Śluza Zacisze    |
| Kanał Powodziowy                  | budowa     | 6,29 km | Odra (244,500 km)              | Stara Odra (3,200 km Starej Odry)                      | Jaz Bartoszowice, Jaz Zacisze        |
| Kanał Opatowicki                  | budowa     | 2,6 km  | Odra (243,500 km)              | Odra przekop (246,100 km)                              | Śluza Opatowice                      |
| Kanał Różanka                     | budowa     | 1,85 km | Stara Odra (8,150 km WKŻ)      | Stara Odra (10,000 km WKŻ)                             | Śluza Różanka                        |
| Stara Odra                        | przebudowa | 3,00 km | Kanał Powodziowy               | Odra Główna (Odra Dolna) (10,7 km WKŻ, 255,80 km Odry) | Jaz Różanka                          |
| Odra (przekop)                    | przebudowa |         | Odra                           | Odra Główna (Odra Górna) / Stara Odra                  | Jaz Opatowice                        |
| Kanał Odpływowy                   | budowa     |         | Kanał Żeglugowy (0,400 km WKŻ) | Widawa                                                 | Przewał Widawski (Przepływ Widawski) |
| Odra                              | przebudowa |         |                                |                                                        | Jaz Rędzin                           |
| Przekop Rędzin                    | budowa     |         | Odra                           | Odra                                                   | Śluza Rędzin I                       |

### Stopnie wodne
Podczas II kanalizacji Odry we Wrocławiu wybudowano i ukształtowano następujące stopnie wodne, w tym budowle piętrzące:
| stopień wodny                                       | ww          | NPP            | spad            | budowle wodne      | ciek wodny          | km                              | foto |
| --------------------------------------------------- | ----------- | -------------- | --------------- | ------------------ | ------------------- | ------------------------------- | ---- |
| Stopień Wodny Bartoszowice 244,8 km Odry (244,9 km) | BOWW        | 117,7 m n.p.m. | 3,1 m           | Śluza Bartoszowice | Kanał Żeglugowy     | 0,8 km (0,5 km) (0,6 km)        |      |
| Stopień Wodny Bartoszowice 244,8 km Odry (244,9 km) | BOWW        | 117,7 m n.p.m. | 3,1 m           | Jaz Bartoszowice   | Kanał Powodziowy    | 0,45 km K.P.                    |      |
| Stopień Wodny Opatowice 245,03 km                   | BOWW        | 117,7 m n.p.m. | 2,46 m (2,00 m) | Śluza Opatowice    | Kanał Opatowicki    | 1,0 km K.O.                     |      |
| Stopień Wodny Opatowice 245,03 km                   | BOWW        | 117,7 m n.p.m. | 2,46 m (2,00 m) | Jaz Opatowice      | Odra (przekop)      | 245,04 km Odry (245,035)        |      |
| Przewał Widawski (Przepływ Widawski)                | BOWW        |                |                 | śluza wałowa       | Kanał Odpływowy     | 0,4 km                          |      |
| Stopień Wodny Zacisze 249,4 km Odry (249,1 km)      |             |                | 2,3 m           | Śluza Zacisze      | Kanał Żeglugowy     | 5,3 km (5,10 km) 250,31 km Odry |      |
| Stopień Wodny Zacisze 249,4 km Odry (249,1 km)      |             | Jaz Zacisze    | 2,3 m           | Kanał Powodziowy   | 4,87 km K.P.        |                                 |      |
| Stopień Wodny Różanka 253,3 km Odry                 |             | 112,3 m n.p.m. | 2,3 m           | Śluza Różanka      | Kanał Różanka       | 9,00 km 254,1 km Odry (9,2 km)  |      |
| Stopień Wodny Różanka 253,3 km Odry                 | Jaz Różanka | 112,3 m n.p.m. | 2,3 m           | Stara Odra         | 5,15 km Starej Odry |                                 |      |
| Stopień Wodny Rędzin 260,70 km Odry                 |             | 110,0 m n.p.m. | 2,0 m           | Śluza Rędzin I     | Przekop Rędzin      |                                 |      |
| Stopień Wodny Rędzin 260,70 km Odry                 | Jaz Rędzin  | 110,0 m n.p.m. | 2,0 m           | Odra               | 260,70 km Odry      |                                 |      |

### Wyspy

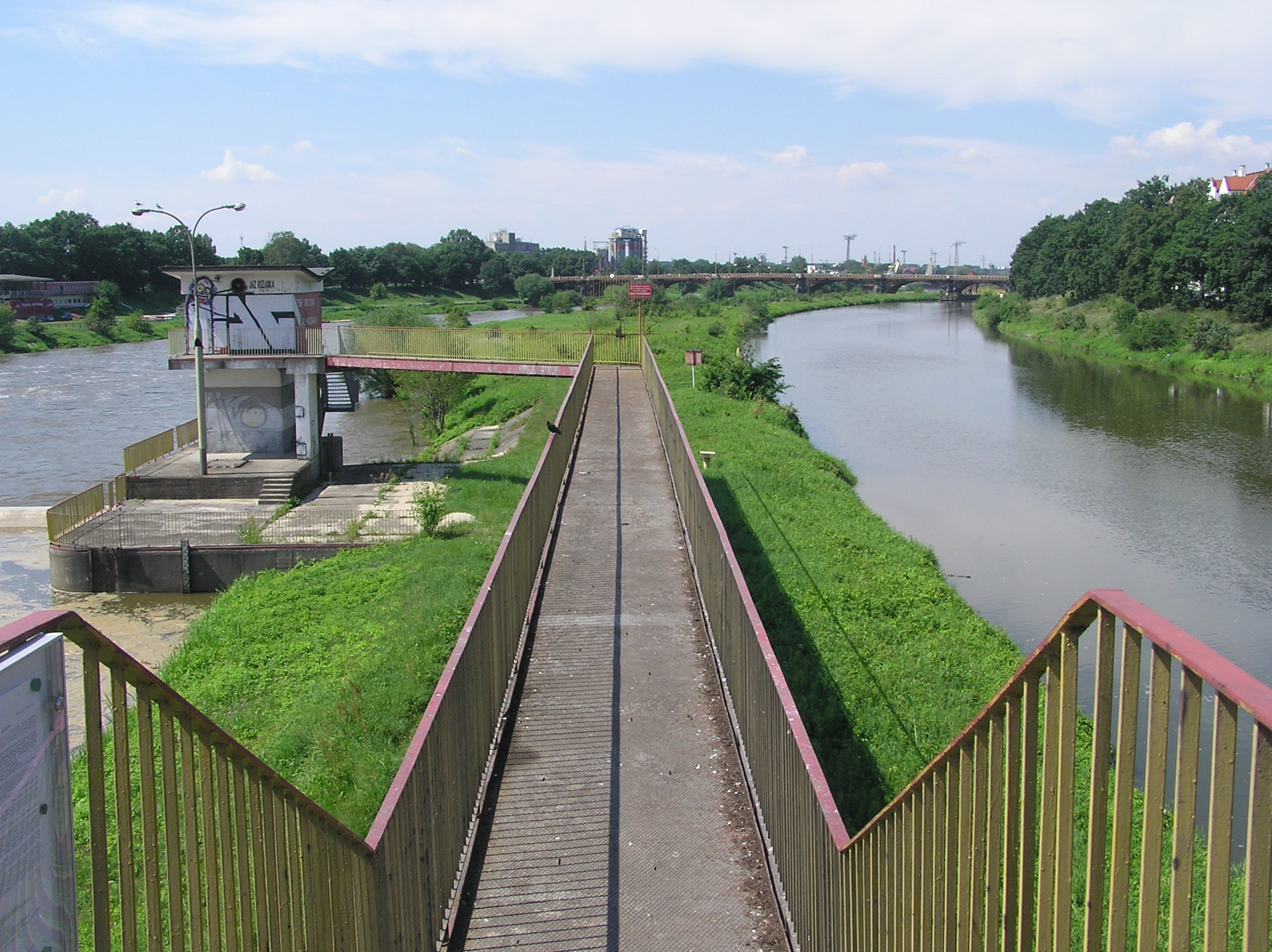
Grobla rozdzielająca Kanał Różanka i Starą Odrę.

Jak wyżej wspomniano budowa nowych kanałów wodnych wykreowała powstanie nowych wysp, tj. odciętych i otoczonych wodami Odry obszarów. Oprócz niżej wymienionych w tabeli nazwanych wysp, powstały także specyficzne długie a wąskie pasy terenu otoczone wodami kanałów i koryt rzeki – groble rozdzielające, tj. grobla pomiędzy Kanałem Żeglugowym i Powodziowym, oraz grobla rozdzielająca pomiędzy Kanałem Różanka i Starą Odrą.
| wyspa            | powierzchnia | wody otaczające                              | foto |
| ---------------- | ------------ | -------------------------------------------- | ---- |
| Wielka Wyspa     | 11 km²       | Kanał Powodziowy, Stara Odra, Odra (przekop) |      |
| Wyspa Opatowicka | 0,4 km²      | Kanał Opatowicki, Odra (przekop)             |      |
| Wyspa Rędzińska  |              | Odra, Przekop Rędzin                         |      |

### Przeprawy
Ja wyżej wspomniano większość przepraw powstałych podczas drugiej kanalizacji Odry we Wrocławiu bądź dotrwała do dziś, podlegając jedynie remontom i modernizacjom, bądź została odbudowana po zniszczeniach wojennych. Niektóre z nich zostały znacząco rozbudowane o nowe, równoległe do istniejących mosty, zapewniające większą przepustowość szlaków komunikacyjnych w ciągu których są położone. Jedyną całkowicie nową przeprawą jest Most Rędziński w ciągu Autostradowej Obwodnicy Wrocławia położony nad Stopniem Wodnym Rędzin  .
| most                                        | współczesna nazwa                                      | ciek wodny                        | budowa          | zniszczony | odbudowany |
| ------------------------------------------- | ------------------------------------------------------ | --------------------------------- | --------------- | ---------- | ---------- |
| most „podniesionych masztów”                | Most nad Śluzą Opatowice                               | Kanał Opatowicki                  |                 | 1945       | nie        |
|                                             | Kładka Ryczyńska                                       | Kanał Żeglugowy                   |                 | 1945       | 2004       |
| Barthelner Brücke                           | Most Bartoszowicki                                     | Kanał Powodziowy                  | 1916-1917       | 1945       | 1948       |
| Güntherbrücke                               | Mosty Bolesława Chrobrego                              | Kanał Żeglugowy, Kanał Powodziowy | 1916-1917       | 1945       | 1946-1948  |
| Wilhelmsruher Schleusenbrücke, Most Nakonza | Mosty Jagiellońskie (wschodnie)                        | Kanał Żeglugowy, Kanał Powodziowy | 1916-1917, 1925 | nie        | n.d.       |
| Hindenburgbrücke                            | Mosty Warszawskie (mosty północne) wschodni i środkowy | Kanał Żeglugowy, Stara Odra       | 1914-1916       | nie        | n.d.       |
|                                             | Most Oleśnicki (Warszawski) – kolejowy                 | Kanał Żeglugowy, Stara Odra       |                 | nie        | n.d.       |
| Rosenthaler Brücke                          | Mosty Trzebnickie (północny),                          | Kanał Różanka, Stara Odra         | 1914-1916       | nie        | n.d.       |
|                                             | Most nad śluzą Rędzin I                                | Przekop Rędzin                    | 1913-1916       | nie        | n.d.       |
| Drächenwalder Brücke                        | Most Strachociński – drogowy (Most Swojczycki)         | Kanał Odpływowy                   | 1917            | 1945       | 1945, 1966 |
|                                             | Most Strachociński – kolejowy                          | Kanał Odpływowy                   | 1917            | nie        | n.d.       |
|                                             | Most w ulicy Ludowej                                   | Kanał Odpływowy                   |                 | nie        | n.d.       |

## Współczesność
Współcześnie zachowany został szereg podstawowych elementów infrastruktury hydrotechnicznej powstałej podczas drugiej kanalizacji Odry we Wrocławiu, choć większość z nich podlegała przebudowie, remontom bądź modernizacji, a część likwidacji lub wyłączeniu z eksploatacji.

### Droga wodna

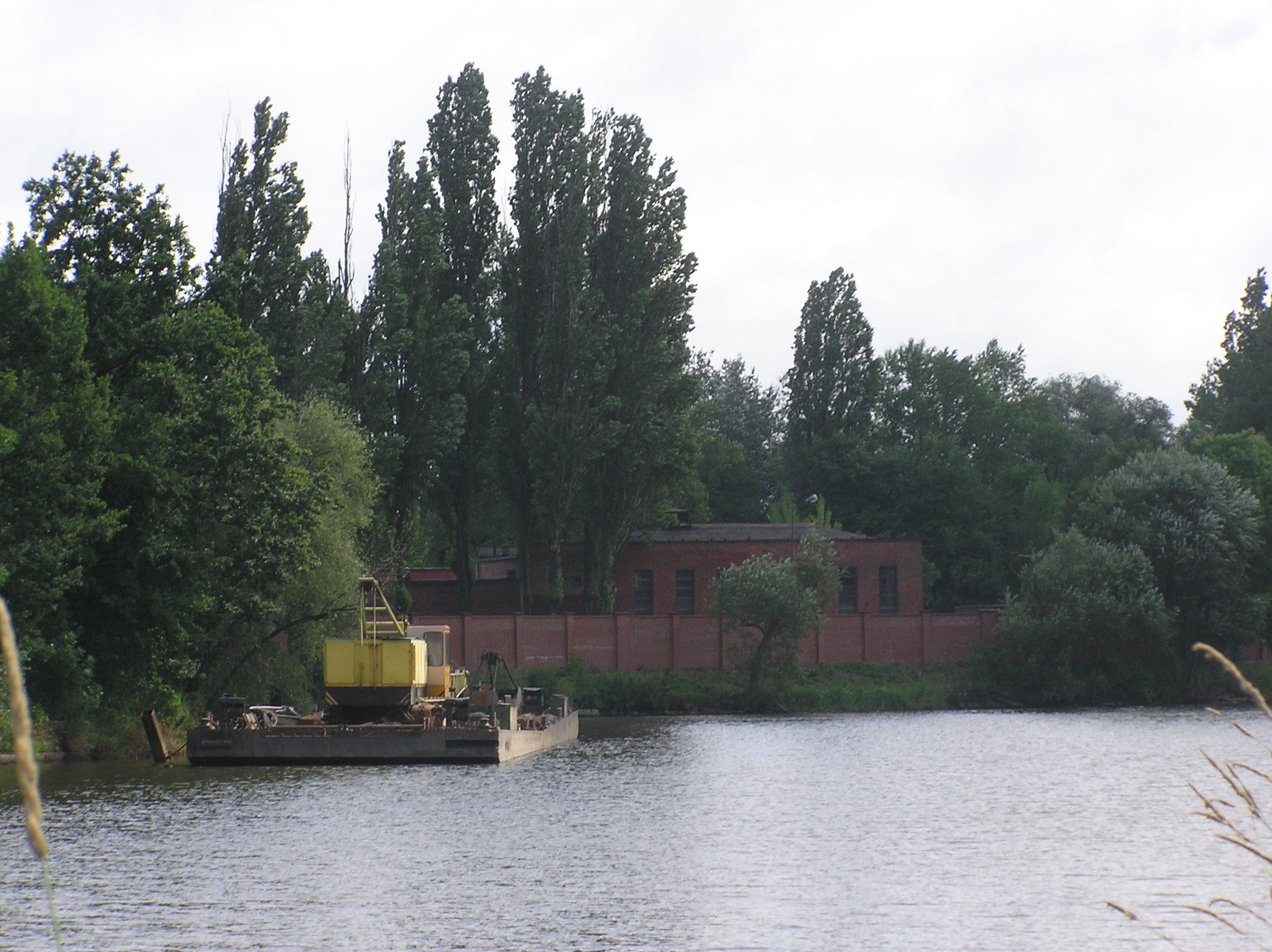
Kanał Żeglugowy.

Jak wyżej określono powstała podczas drugiej kanalizacji Odry we Wrocławiu droga wodna jest główną drogą wodną prowadzącą przez miasto i zaliczana jest współcześnie do III klasy dróg wodnych według obowiązujących w Polsce kryteriów  .
Likwidacji lub wyłączeniu z eksploatacji uległo natomiast szereg powstałych później przy Kanale Żeglugowym nabrzeży: Nabrzeże zakładów chemicznych we Wrocławiu, Port Przeładunkowy Paliw Płynnych we Wrocławiu, Przeładownia przy ulicy Betonowej we Wrocławiu; brak jest natomiast informacji w kwestii funkcjonowania położonego przy tej drodze wodnej Wojskowego portu przeładunkowego paliw płynnych. Likwidacji uległa także Wrocławska Stocznia Rzeczna. Część dawnej infrastruktury wykorzystywana jest jeszcze do napraw i remontów jednostek pływających, część jako przeładownia. Pozostały teren wykorzystany został do innej działalności.
Przy Kanale Żeglugowym powstała natomiast przystań.

### System przeciwpowodziowy

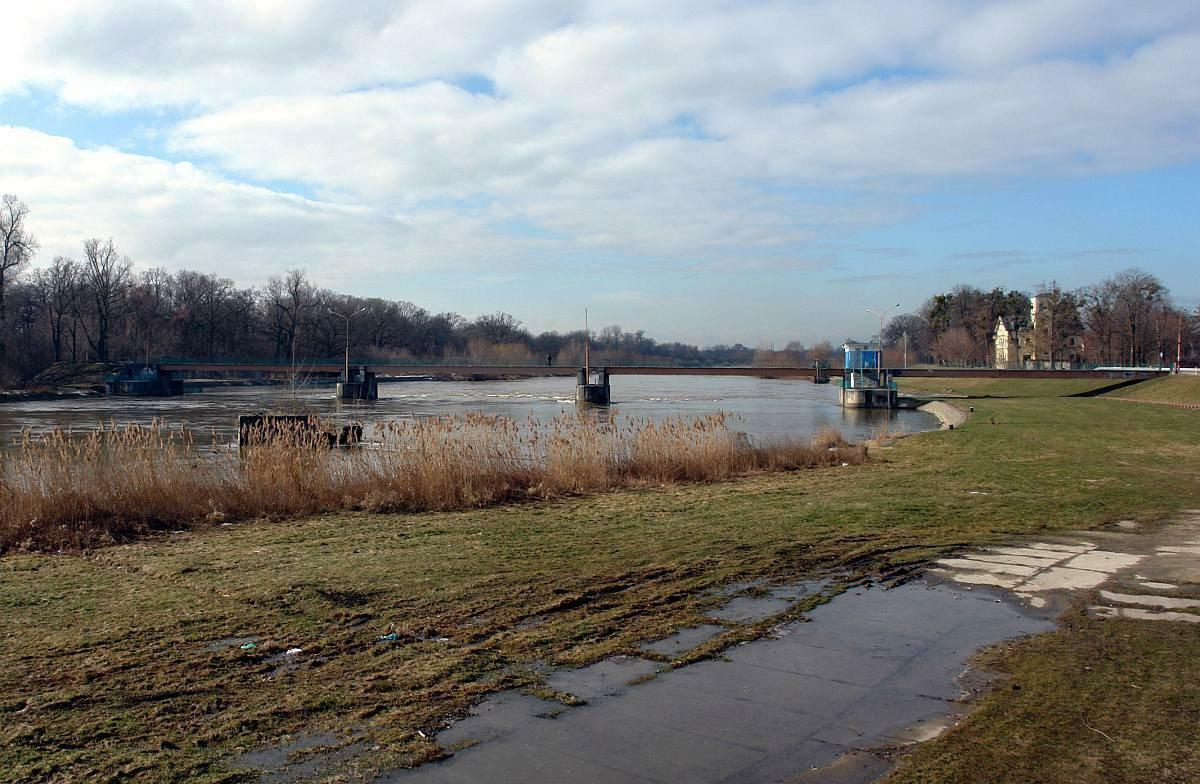
Jaz Opatowice (sektorowy), przed nim pozostałość po jazie kozłowo-iglicowym.

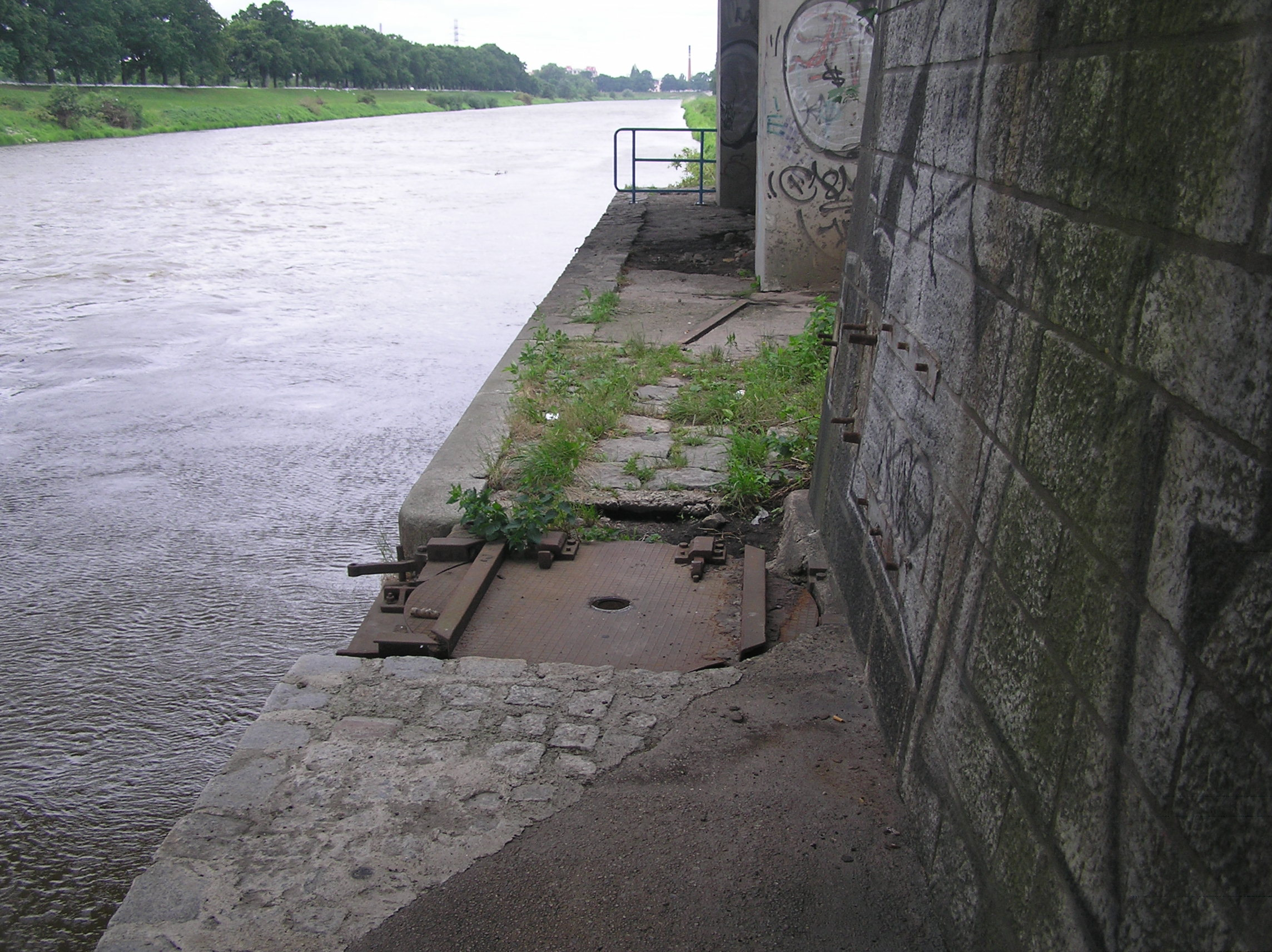
Kanał Powodziowy; pozostałość po Jazie Zacisze (obrotnica wagonów).

Wybudowany w ramach drugiej kanalizacji Odry we Wrocławiu Kanał Powodziowy nadal stanowi podstawę ochrony przeciwpowodziowej Wrocławia. Istotne przy tym jest zagadnienie rozdziału wód wezbraniowych w Węźle Wodnym Bartoszowicko-Opatowickim, na następujące kierunki:
- Kanał Powodziowy
- Odra (przekop)
  - Stara Odra
  - Śródmiejski Węzeł Wodny
- Przewał Widawski.

W okresie powojennym wzdłuż całej Odry przystąpiono do wymiany jazów kozłowo-iglicoych na sektorowe bądź klapowe. Los ten spotkał także jazy kozłowo-iglicowe pozostałe podczas drugiej kanalizacji Odry: współczesny Jaz Opatowice oddany do eksploatacji został w 1985 r., a stary jaz (244,990 km Odry) położony nieco powyżej nowego (245,040 km Odry) leży złożony na dnie rzeki; Jaz Różanka przebudowano na sektorowy, Jaz Zacisze wyłączono z eksploatacji i pozostaje złożony na dnie kanału, a z dawnej infrastruktury z nim związanej pozostały jedynie niewielkie ślady, np. resztki torowiska i obrotnica wagonów do przewozu iglic pod Mostami Jagiellońskimi. Funkcją bowiem tego jazu było zapewnienie odpowiedniego poziomu piętrzenia w Kanale Powodziowym dla celów zapewnienie odpowiednich warunków do rozgrywania regat na urządzonych tu wioślarskich torach wodnych, oraz dla potrzeb zaopatrzenia w wodę kąpieliska Morskie Oko oraz pływalni przy Stadionie Olimpijskim. Gdy zaprzestano korzystania z tej funkcji zbędnym stało się także korzystanie z samego jazu.
Po powodzi tysiąclecia z 1997 r. uszkodzeniu uległa śluza wałowa na wolcie do Kanału Odpływowego, w wyniku czego wyłączona została z eksploatacji. W 2013 r. podjęto we Wrocławiu (i poza nim) szereg inwestycji zmierzających do poprawy ochrony przed powodzią, w ramach których zmodernizowany zostanie sam Kanał Powodziowy wraz z Jazem Bartoszowice, oraz Kanał Odpływowy, jak i wyremontowana zostanie przedmiotowa śluza wałowa, dzięki czemu przywrócony zostanie do eksploatacji Przewał Widawski, umożliwiając podczas powodzi przeprowadzenie części wód Odry korytem rzeki Widawa, do ujścia tej rzeki położonego na północnej granicy miasta. Przyjmuje się, że po modernizacji do Widawy będzie można odprowadzić 185 m³/s (320 m³/s podczas wezbrań katastrofalnych), a przez kanał powodziowy przeprowadzany ma być przepływ o wielkości 589 m³/s (1025 m³/s). Inwestycja obejmuje także przystosowanie Stopnia Wodnego Rędzin do przepuszczania wód powodziowych.

### Mosty
Część mostów wybudowanych podczas tej inwestycji uległa zniszczeniu, część obudowano, a część rozbudowano bądź przebudowano:
- Most przy Śluzie Opatowice (most „podniesionych masztów”): zniszczony podczas wojny, nie odbudowano[30],
- Kładka jazu Opatowice: nowa przeprawa powstała jako most jazowy podczas budowy nowego jazu, oddana wraz z jazem do użytkowania w 1985 r.[5],
- Most Bartoszowicki: odbudowany w oryginalnym kształcie z podniesionych z dna kanału przęseł, oddany do użytkowania w 1948 r.[31],
- Kładka Ryczyńska: odbudowana, oddana do użytkowania w 2004 r.,
- Mosty Bolesława Chrobrego: odbudowane w latach 1946–1948[32],
- Mosty Jagiellońskie: zachowane, oraz wybudowano nową równoległą do istniejących parę mostów w 1984 r.[28][33],
- Mosty Warszawskie: zachowane[34], oraz wybudowano nową równoległą do istniejących parę mostów – mosty południowe w l. 2006-2008,
- Most Oleśnicki – kolejowy: zachowany
- Mosty Trzebnickie: zachowane[35],
- Mosty Osobowickie: zachowane (powstały podczas I kanalizacji Odry we Wrocławiu)[69],
- Mosty nad Śluzami Rędzin: wybudowano w latach 1931–1934 most nad nową śluzą Rędzin II, zachowane[24],
- Mosty nad Kanałem Odpływowym: Strachociński[36] (Swojczycki[64]) odbudowano w 1945 r., a następnie wybudowano nowy most w 1966 r.[36][64] i kolejowy zachowany oraz w ulicy Ludowej odbudowany w 1945 r.[70].

Powstał także nowy most w ramach budowy Autostradowej Obwodnicy Wrocławia – Most Rędziński – przebiegający nad Stopniem Wodny Rędzin, a którego główny pylon posadowiony jest na Wyspie Rędzin  .
| most                                                                | rodzaj          | długość             | km                       | ciek wodny                  | foto |
| ------------------------------------------------------------------- | --------------- | ------------------- | ------------------------ | --------------------------- | ---- |
| Kładka jazu Opatowice                                               | kładka, jazowa  |                     |                          | Odra (przekop) szlak boczny |      |
| Most Bartoszowicki                                                  | drogowy, jazowy | 110,2 m             | 0,45 km K.P. 245 km Odry | Kanał Powodziowy            |      |
| Kładka Ryczyńska                                                    | pieszo-rowerowy |                     |                          | Kanał Żeglugowy             |      |
| Mosty Bolesława Chrobrego – wschodni (północny)                     | drogowy         | 25 m (48,5 m)       | 2,4 km                   | Kanał Żeglugowy             |      |
| Mosty Bolesława Chrobrego – zachodni (południowy)                   | drogowy         | 123,7 m (134,7 m)   |                          | Kanał Powodziowy            |      |
| Mosty Jagiellońskie wschodni, północny (stary)                      | drogowy         | 21,65 m (22,25 m)   | 5,3 km                   | Kanał Żeglugowy             |      |
| Mosty Jagiellońskie wschodni, południowy (stary)                    | drogowe         | 60,49 m             |                          | Kanał Powodziowy            |      |
| Mosty Jagiellońskie zachodni, północny (nowy)                       | drogowy         | 39,0 m              | 5,35 km                  | Kanał Żeglugowy             |      |
| Mosty Jagiellońskie zachodni, południowy (nowy)                     | drogowy         | 60,0 m              |                          | Kanał Powodziowy            |      |
| Mosty Warszawskie wschodni, północny (nowy)                         | drogowy         |                     |                          | Stara Odra, Kanał Żeglugowy |      |
| Mosty Warszawskie wschodni, północny (stary)                        | drogowy         | 45,52 m (70,61 m)   | 6,6 km                   | Kanał Żeglugowy             |      |
| Mosty Warszawskie środkowy, północny(stary)                         | drogowy         | 189,53 m (182,27 m) |                          | Stara Odra                  |      |
| Mosty Oleśnickie – północny                                         | kolejowy        |                     | 6,9 km                   | Stara Odra, Kanał Żeglugowy |      |
| Mosty Trzebnickie – północny nr rej.: A/1644/336/Wm z 15.10.1976 r. | drogowy         | 218,5 m             | 8,4 km                   | Stara Odra, Kanał Różanka   |      |
| Mosty Osobowickie – północny                                        | drogowy         | 242,5 m             | 9,0 km 242,50 km Odry    | Stara Odra, Kanał Różanka   |      |
| Most nad Śluzą Rędzin I – południowy                                | drogowy         | 34,6 m              | 260,7 km Odry            | Śluza Rędzin I              |      |
| Most nad Śluzą Rędzin II – północny                                 | drogowy         | 34,05 m             | 260,7 km Odry            | Śluza Rędzin II             |      |
| Most Rędziński                                                      | drogowy         | 1742 m              |                          | Odra, Przekop Rędzin        |      |
| Most Strachociński (Most Swojczycki)                                | drogowy         | 42,6 m              |                          | Kanał Odpływowy             |      |
| Most Strachociński                                                  | kolejowy        |                     |                          | Kanał Odpływowy             |      |
| Most w ulicy Ludowej                                                | drogowy         | 13,7 m              |                          | Kanał Odpływowy             |      |

### Administracja, zabytki i ochrona
Współcześnie cały Wrocławski Węzeł Wodny, w tym ukształtowana podczas drugiej kanalizacji Odry we Wrocławiu główna droga wodna oraz szlak boczny, zgodnie z zasięgiem działania, podlega zarządowi Regionalnego Zarządu Gospodarki Wodnej we Wrocławiu  .
Z dorobku technicznego ukształtowanego podczas tej inwestycji do dziś ochrony jako zabytku doczekał się Most Trzebnicki Północny, nr rej.: A/1644/336/Wm z 15.10.1976 r..
Obszary otoczone wodami głównej drogi wodnej i szlaku bocznego, tj. obszary Wielkiej Wyspy, Wyspy Opatowickiej i grobli rozdzielającej Kanał Żeglugowy od Kanału Powodziowego, wraz z tymi wodami, chronione są w formie zespołu przyrodniczo-krajobrazowego, tj. Szczytnickiego Zespołu Przyrodniczo-Krajobrazowego. Ochrona obejmuje również samą Odrę uznawaną jako główny korytarz ekologiczny.

### Locja szlaku
Locja szlaku głównego ukształtowanego podczas II kanalizacji Odry we Wrocławiu według stany obecnego.
| ciek                                 | śluza/stanowisko | element | km                             | brzeg          | foto           |
| ------------------------------------ | --- | --- | ------------------------------ | -------------- | -------------- |
| Odra                                 | Śluzy Janowice | Śluzy Janowice | Śluzy Janowice                 | Śluzy Janowice | Śluzy Janowice |
| Odra                                 | 8,7 km | Odra | Odra                           | Odra           | Odra           |
| Odra                                 | 8,7 km | bifurkacja Kanału Opatowickiego początek szlaku bocznego i szlaku ŚWW | 243,50 km Odry                 | lewy           |                |
| Odra                                 | 8,7 km | początek głównej drogi wodnej bifurkacja Kanału Żeglugowego | 0,00 244,20 km Odry            | prawy          |                |
| Kanał Żeglugowy                      | 8,7 km | Kanał Odpływowy (Przewał Widawski, Przepływ Widawski) | 0,400                          | prawy          |                |
| Kanał Żeglugowy                      | Śluza Bartoszowice długość: 187,75 m szerokość: 9,6 m | Śluza Bartoszowice długość: 187,75 m szerokość: 9,6 m | 0,500 (0,600) (244,90 km Odry) | n.d.           |                |
| Kanał Żeglugowy                      | 4,5 km | Kładka Ryczyńska | 0,600                          | n.d.           |                |
| Kanał Żeglugowy                      | 4,5 km | Przeładownia przy ulicy Betonowej | 1,100 (0,900)                  | prawy          |                |
| Kanał Żeglugowy                      | 4,5 km | Port Przeładunkowy Paliw Płynnych | 2,050 (1,900)                  | prawy          |                |
| Kanał Żeglugowy                      | 4,5 km | Most Bolesława Chrobrego przęsło żeglowne: 23,6 m prześwit przy WWŻ: 5,40m | 2,400                          | n.d.           |                |
| Kanał Żeglugowy                      | 4,5 km | przystań |                                | prawy          |                |
| Kanał Żeglugowy                      | 4,5 km | Nabrzeże zakładów chemicznych | 2,600 (3,000)                  | prawy          |                |
| Kanał Żeglugowy                      | 4,5 km | nabrzeże | 3,450                          | prawy          |                |
| Kanał Żeglugowy                      | 4,5 km | nabrzeże | 3,600                          | prawy          |                |
| Kanał Żeglugowy                      | 4,5 km | nabrzeże | 4,200                          | prawy          |                |
| Kanał Żeglugowy                      | 4,5 km | Wojskowy port przeładunkowy paliw płynnych | 4,600                          | prawy          |                |
| Kanał Żeglugowy                      | 4,5 km | Wrocławska Stocznia Rzeczna |                                | prawy          |                |
| Kanał Żeglugowy                      | Śluza Zacisze długość: 187,75 m szerokość: 9,6 m | Śluza Zacisze długość: 187,75 m szerokość: 9,6 m | 5,100 (249,10 km Odry)         | n.d.           |                |
| Kanał Żeglugowy                      | 3,92 km | Most Jagielloński (wschodni, północny) przęsło żeglowne: 9,6 m prześwit przy WWŻ: 6,73m                                                                                               | 5,300                          | n.d.           |                |
| Kanał Żeglugowy                      | 3,92 km | Most Jagielloński (zachodni, północny) przęsło żeglowne: b.d. prześwit przy WWŻ: 6,73m                                                                                                | 5,350                          | n.d.           |                |
| Kanał Żeglugowy                      | 3,92 km | Most Warszawski wschodni północny (nowy) przęsło żeglowne: b.d. prześwit przy WWŻ:7,25 m                                                                                              | 6,570                          | n.d.           |                |
| Kanał Żeglugowy                      | 3,92 km | Most Warszawski zachodni północny (stary) przęsło żeglowne: 25,0 m prześwit przy WWŻ: 5,39 m                                                                                          | 6,600                          | n.d.           |                |
| Kanał Żeglugowy                      | 3,92 km | Most Oleśnicki północny (kolejowy) przęsło żeglowne: 29,0 m prześwit przy WWŻ: 5,13 m                                                                                                 | 6,900                          | n.d.           |                |
| Stara Odra                           | 3,92 km | ujście Kanału Żeglugowego | 7,400                          | prawy          |                |
| Stara Odra                           | 3,92 km | bifurkacja Kanału Różanka | 8,150                          | prawy          |                |
| Kanał Różanka                        | 3,92 km | Most Trzebnicki północny przęsło żeglowne: 28,0 m prześwit przy WWŻ: 5,38 m | 8,400                          | n.d.           |                |
| Kanał Różanka                        | 3,92 km | Most Osobowicki północny przęsło żeglowne: 9,6 m prześwit przy WWŻ: 5,77 m | 9,000                          | n.d.           |                |
| Kanał Różanka                        | Śluza Różanka długość: 196,24 m szerokość: 9,6 m | Śluza Różanka długość: 196,24 m szerokość: 9,6 m | 9,020 (9,2) (253,3 km Odry)    | n.d.           |                |
| Stara Odra                           | 6,49 km | ujście Kanału Różanka | 10,000                         | prawy          |                |
| Stara Odra                           | 6,49 km | ujście Kanału Miejskiego koniec szlaku bocznego | 10,100 13,1 km szlaku bocznego | lewy           |                |
| Odra                                 | 6,49 km | ujście Starej Odry koniec głównej drogi wodnej i szlaku ŚWW | 10,700 255,60 km Odry (255,80) | prawy          |                |
| Odra                                 | 6,49 km | Odra |                                |                |                |
| Odra                                 | 6,49 km | bifurkacja przekopu Rędzin |                                | prawy          |                |
| Przekop Rędzin (kanał śluzy Rędzin ) | 6,49 km | Most Rędziński | 0,600 km P.R.                  | n.d.           |                |
| Przekop Rędzin (kanał śluzy Rędzin ) | Śluzy Rędzin śluza I: długość: 203,10 m szerokość: 12,0 m śluza II: długość: 226,0 m szerokość: 12,0 m wraz z mostami przęsła żeglowne: 12 m prześwit przy WWŻ: I: 6,64 m, II: 5,58 m | Śluzy Rędzin śluza I: długość: 203,10 m szerokość: 12,0 m śluza II: długość: 226,0 m szerokość: 12,0 m wraz z mostami przęsła żeglowne: 12 m prześwit przy WWŻ: I: 6,64 m, II: 5,58 m | 0,610 km P.R. (260,7 km )      | n.d.           |                |
| Odra                                 | 22,51 km | ujście przekopu Rędzin |                                | prawy          |                |
| Odra                                 | 22,51 km | Odra |                                |                |                |
| Odra                                 | Śluza Brzeg Dolny | |                                |                |                |